# Hero (Unternehmen)
Die Hero AG ist ein international tätiger, auf Fruchterzeugnisse, Babynahrung und Müsliriegel spezialisierter Schweizer Lebensmittelkonzern mit Sitz in Lenzburg und gehört zu den 500 grössten Unternehmen in der Schweiz.

## Geschichte

Henckell & Roth (Hero AG) Conservenfabrik zwischen 1918 und 1937. Foto Walter Mittelholzer, Glasplattennegativ

Lenzburg, Inneres einer Conservenfabrik, 1912

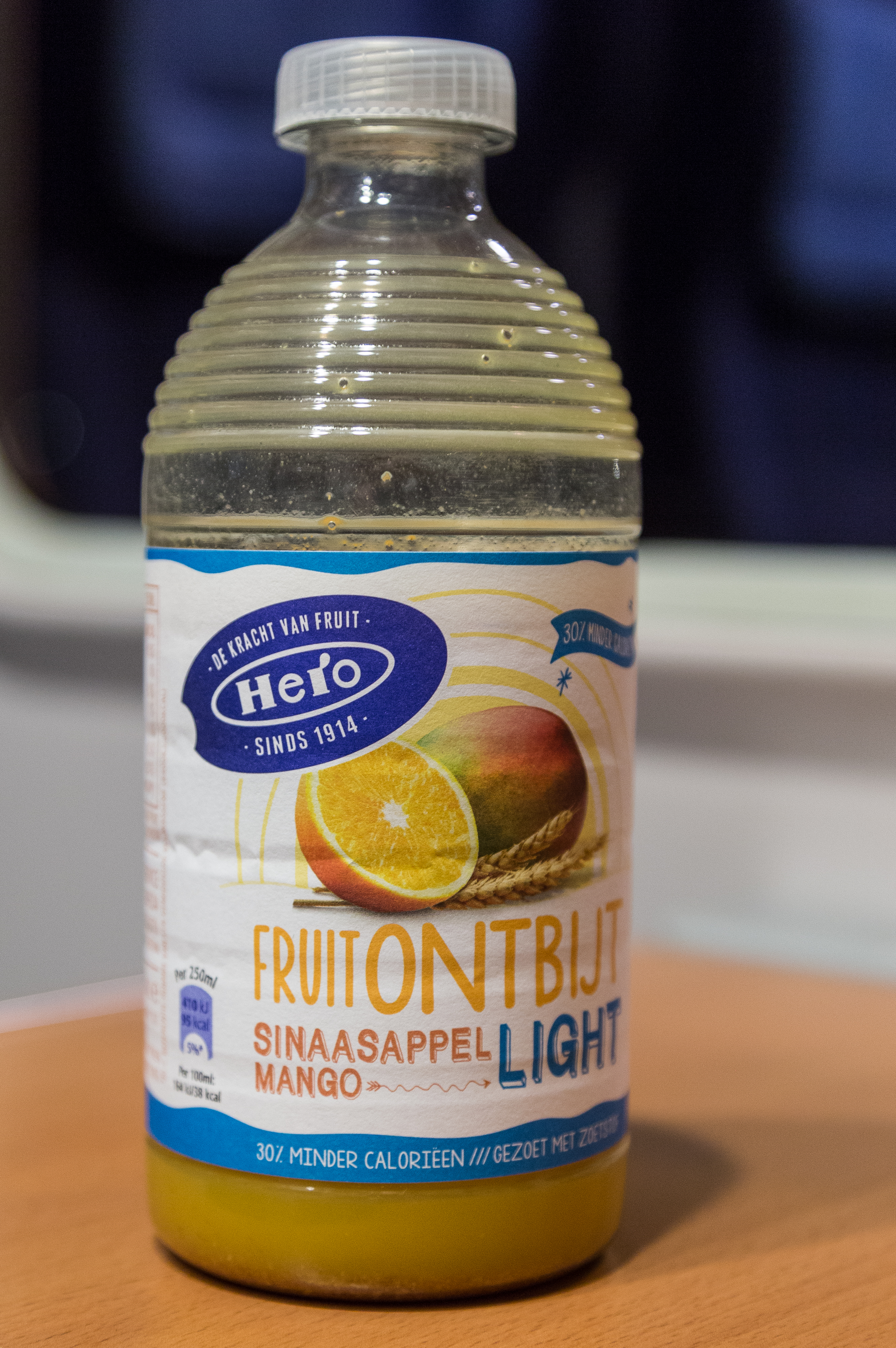
Hero FruitOntbijt in den Niederlanden

Die Unternehmensgruppe ist in mehr als 30 Ländern aktiv, insbesondere in Europa, Nordamerika, Naher Osten, Afrika, Türkei und Zentralasien. Die Hero Gruppe beschäftigt mehr als 3'500 Mitarbeiter und erwirtschaftete 2017 einen Umsatz von 1,28 Milliarden Schweizer Franken.
Gegründet wurde der Konzern als «Henckell, Zeiler & Cie» von Gustav Henckell und Gustav Adolf Zeiler in Lenzburg. Die beiden Firmengründer kannten sich aus der Schulzeit in Hannover. Wobei das genau Gründungsdatum unklar ist, und deswegen gerne der Grundbucheintrag vom 15. Januar 1886 genommen, womit die Firma Grundeigentümer eines 26 484m² grossen Ackers am Niederlenzer Kirchweg. Im selben Jahr konnte im Juni das erste Fabrikgebäude bezogen werden, und am 17. Juni 1886 würden die ersten Dosen mit Erbsen abgefüllt werden. Im Sommer 1888 wurde Karl Roth – Kaufmann aus Lenzburg –, als dritter Teilhaber der Firma bei. Am 12. Februar 1889 verstarb Gustav Zeiler unerwartet an einem Leberleiden. Infolgedessen wurde die Firma  inventarisiert, geschätzt und an die neu gegründete Firma «Henckell & Roth» verkauft. Als Verwalterin und Nutzniesserin des Vermögens der alten Firma wurde die Witwe Emelie Zeiler eingesetzt, um sie und ihren damals zweijährigen Sohn Gustav Ferdinand Zeiler zu unterstützen. Die Witwe wurde 1897 die Ehefrau von Gustav Henckell.
Im Jahr 1898 änderte man die rechtliche Struktur der Firma, denn sie wurde in eine Aktiengesellschaft umgewandelt und Conservenfabrik Lenzburg genannt. Im Jahr 1910 wurde die Fabrikmarke Hero eingeführt. Ab 1914 wurden die Aktien an der Börse von Zürich und Basel gehandelt, bevor sie 2003 von der Börse genommen wurde und dadurch wieder zu einer reinen Privatfirma wurde.
Anfang des 20. Jahrhunderts kamen Tochtergesellschaften in Deutschland (die Helvetia Konservenfabrik Groß-Gerau), Frankreich, den Niederlanden und Spanien dazu. So wurde 1920 in Alcantarilla bei Muricia die Hero Alcantarilla gegründet, die später Hero España hiess.
Hero wuchs auch durch die Übernahme mehrerer Konservenfabriken in der Schweiz (z. B. 1906 in Frauenfeld und 1927 in Saxon). In den Jahrzehnten nach dem Zweiten Weltkrieg kamen Filialen in Brasilien und Italien dazu. Ein weiterer Wachstumsschub erfolgte ab den 1980er Jahren. 1989 wurde die Conservenfabrik St. Gallen AG an die Ernst Sutter AG verkauft. 1995 wurde Hero von Schwartau übernommen und damit auch in Deutschland bekannt.
Da der Hauptsitz der Hero Group in der Schweiz durch Verlagerung von Arbeitsplätzen und durch Übernahmen in den letzten Jahren nicht mehr den Bedürfnissen entsprach, wurde das Firmengelände verkauft und der Neubau der Konzernzentrale in Lenzburg geplant. Daran angeschlossen ist ein neues Werk nur zur Produktion von Konfitüre. Bezugstermin des rund CHF 20 Millionen teuren Objekts war Frühling 2011.
Hauptanteilseigner der Hero Gruppe ist Arend Oetker.
Das Museum Burghalde in Lenzburg/AG zeigte 2013 anlässlich des 125-Jahre-Jubiläums der Firmengründung anhand einer vielbesuchten Ausstellung, welche Elemente zum Erfolg der Firma beitrugen.

## Marke
Die Marke «Hero» als Abkürzung für die damaligen Firmenbesitzer Henckell & Roth wurde ab 1910 systematisch, gezielt und mit grossem, jahrzehntelangem Werbeaufwand für die «Lenzburger Conserven» und «Lenzburger Konfitüren» aufgebaut. Im Mittelpunkt stand schon damals das Markenzeichen mit dem Buchstaben «r» in Form einer geöffneten Konservenbüchse. Dazu verwendete Hero über Jahre hinweg einen relativ hohen Umsatzanteil für sein Werbebudget. In den 1940er-Jahren betrug es zum Beispiel drei Umsatzprozente.

## Kritik
Oetker geriet mehrmals in die Kritik. Als er sich 1995 die Mehrheit an der Schweizer Konserven- und Konfitürenfirma Hero AG sicherte, indem seine Firma Schwartau International GmbH die FIM AG aufkaufte, nannte die Neue Zürcher Zeitung den Deal «reichlich intransparent». In der FIM AG (Rüdiger Jungbluth: «eine Briefkastenfirma», ansässig im «Steuersparkanton Zug»), parkten die Aktien der Hero AG. Welche Geldbeträge geflossen sind, blieb unbekannt.
Anfang 2003 besass Oetkers Holding bereits 74 Prozent der Hero AG und machte sich bei günstigsten Börsenkursen daran, auch die restlichen Anteile zu erwerben. Jungbluth zitiert den Aktionärsrechtler Ekkehard Wenger mit den Worten, der Fall Hero sei ein Musterbeispiel dafür, «wie man in der Börsenbaisse Kleinaktionäre preisgünstig aus Gesellschaften hinausdrängt, wenn in der Zukunft tatsächlich Erfolge zu erwarten sind.»
Erst kaufte Oetkers Schwartau International GmbH die Hero AG, dann kaufte Oetkers Hero AG die Schwartau Werke. stern.de kommentierte: «Oetker machte also praktisch Geschäfte mit sich selbst.»

## Bekannte Marken des Unternehmens
- Schwartau
- Hero
- Beech-Nut (USA)
- Corny
- Fruit 2 Day
- Adapta
- Semper
- Organix (UK)
- Friso
- Smafolk
- Cake Mate
- Sunar
- Casa de Mateus